# Sowjetisch-litauischer Nichtangriffspakt
Der Sowjetisch-Litauische Nichtangriffspakt (litauisch Lietuvos-SSRS nepuolimo sutartis) war ein Nichtangriffspakt, der am 28. September 1926 zwischen der Sowjetunion und Litauen in Moskau unterzeichnet wurde. Der Pakt bestätigte alle grundlegenden Bestimmungen des sowjetisch-litauischen Friedensvertrags von 1920. Die Sowjetunion erkannte Vilnius und die Region Vilnius weiterhin als zu Litauen gehörig an, obwohl sich die Gebiete seit 1920 unter polnischer Kontrolle befanden. Außerdem wurden Litauens Anspruch auf das Memelland (Region Klaipėda) anerkannt. Im Gegenzug erklärte sich Litauen bereit, keinem gegen die Sowjetunion gerichteten Bündnis beizutreten, was zu der Zeit, als die Sowjetunion nicht Mitglied des Völkerbundes war, internationale Isolation bedeutete. Die Ratifizierungen wurden am 9. November 1926 in Kaunas ausgetauscht, und der Pakt trat am selben Tag in Kraft. Der Pakt wurde am 4. März 1927 in die Vertragsliste des Völkerbundes eingetragen.
Der Pakt wurde von Litauern initiiert, die nach den Locarno-Verträgen eine neue Richtung in der Außenpolitik suchten. Die Verhandlungen begannen am 25. Dezember 1925, als der Volkskommissar für Auswärtige Angelegenheiten Georgi Tschitscherin auf seinem Weg nach Moskau in Kaunas Halt machte. Die Verhandlungen gestalteten sich schwierig, da Lettland und Estland den Pakt ablehnten, weil er die Bildung eines baltischen Sicherheitsbündnisses verhinderte. Polen behauptete, das Abkommen verstoße gegen den Friedensvertrag von Riga, und Deutschland befürchtete eine Stärkung der litauischen Ansprüche auf die Region Klaipėda.
Der Pakt war in Litauen umstritten und seine Ratifizierung durch den Dritten Seimas am 5. November 1926 führte zu Studentenprotesten gegen die „Bolschewisierung“ Litauens. Da einer der Proteste gewaltsam aufgelöst wurde, wird dies als einer der Gründe für den Militärputsch im Dezember 1926 angeführt, der zu einem autoritären Regime unter Antanas Smetona führte. Die litauischen Diplomaten waren jedoch der Ansicht, dass es den Preis wert war, um die Forderung auf die Region Vilnius aufrechtzuerhalten. Der ursprüngliche Pakt sollte in fünf Jahren auslaufen, doch am 6. Mai 1931 wurde er um weitere fünf Jahre verlängert. Am 4. April 1934 wurde sie bis zum 31. Dezember 1944 verlängert. Am 5. Juli 1933 wurde ein separates Übereinkommen zur Definition des Begriffs „Aggression“ unterzeichnet. Der Pakt wurde am 15. Juni 1940 mit der sowjetischen Besetzung Litauens gebrochen.